# 山中秀樹
山中 秀樹（やまなか ひでき、1958年（昭和33年）12月19日 - ）は、日本のフリーアナウンサー、タレント。元フジテレビアナウンサー。広島県広島市南区京橋町生まれ、広島市中区八丁堀、幟町育ち。タイタン所属。

## 来歴・人物
愛称は「山ちゃん」「山チュー（『空飛ぶ!爆チュー問題』での役名から）」。血液型はO型。広島市立幟町小学校、修道中学校・高等学校卒業。
1977年、早稲田大学第一文学部哲学科社会学専修に進学。中学生時代から初心貫徹でアナウンサーを志望し、『大相撲熱戦十番』（文化放送）や『タモリのオールナイトニッポン』（ニッポン放送）でADのアルバイトをしていた。
1981年にフジテレビへ入社。同期には頼近美津子、本間淳子、遠藤龍之介、鈴木克明、河野雄一、大多亮などがいる。
若手時代は『プロ野球ニュース』でプロ野球各試合のダイジェストを担当していた。その後、報道へ移り、特に土日の報道番組のキャスターを長く務めた。また、バラエティ番組「笑っていいとも!」のコーナー、「テレフォンショッキング」初代テレフォンアナウンサーで、『笑っていいとも!増刊号』のナレーションも同僚の吉沢孝明とともに長期間務めた。
2006年6月29日付で「ライツ開発局ライツ開発担当部長」へ異動し長年在籍したアナウンス室を離れたが、『湘南 OLD BOY 山中』『天才のパチンコ』（いずれもフジテレビ721・739）など、アナウンサー時代からの出演番組も掛け持ちした。
2006年10月20日にフリーになることを発表。同年12月末にフジテレビを退社、2007年1月から20年来の知人であり『ポンキッキーズ』『空飛ぶ!爆チュー問題』でも共演している爆笑問題が所属するタイタンに移籍した。同年1月1日、フジテレビの『第40回初詣!爆笑ヒットパレード』にて、ヘリコプター中継のカメラに映るコレオグラフィの指導者役としてフリーデビュー。同年1月10日には日本テレビ『ラジかるッ』で他局初出演を果たし、その後に水曜レギュラーとなった。映画『スパイダーマン3』でニュースキャスターの吹き替えを担当した。
趣味は落語観賞など。またパチンコも趣味の一つで、2005年からは趣味が昂じて『サンケイスポーツ』紙上でコラム「天才のパチンコ」」（隔週連載）を担当するようになった。同連載は2010年11月に「山中秀樹 パチパチLife」と改題して月1回連載となったが、現在も連載を継続している。
2019年で25歳になるフクと名付けた三毛猫を飼っている愛猫家である。

## 過去の出演番組

### フリー転向後
- THEわれめDEポン（フジテレビ、2007年1月1日） - 司会・実況
- 平成教育委員会2007入試直前スペシャル（フジテレビ、2007年1月4日） - 解答者
- めちゃ×2イケてるッ!
- やっぱり、わたしは、新幹線!（広島テレビ、2007年1月26日） - 広島出身者としてゲスト出演[10]
- 水トク!・芸人料理王決定戦2007ウマイド〜美食祭り!（TBSテレビ、2007年1月31日） - 実況
- ラジオワールド・初めまして山中秀樹です（TBSラジオ、2007年2月4日）
- こちら山中デスクです（TBSラジオ、2007年4月2日 - 2009年3月23日）
- 田舎に泊まろう!（テレビ東京・2007年5月20日放送分） - 「松田優作の主演映画『人間の証明』の名シーンの田舎に行きたい!」と長野県小谷村へ
- 立川談志・太田光 今夜はふたりで（TBSラジオ、2007年10月6日 - 2008年3月29日） - ナレーター
- 大沢悠里のゆうゆうワイド（TBSラジオ・2007年10月22日、23日放送分-海外取材中の大沢悠里の代理パーソナリティ）
- 土曜スペシャル（テレビ東京・2008年10月25日放送分）- 渡辺美奈代とともに神奈川県内の京急本線・久里浜線を旅した。
- アナ☆パラ（日本テレビ、2008年4月1日 - 7月29日） - 火曜コメンテーター
- おせん（日本テレビ・2008年4月22日放送分） - 料理対決での司会者役で出演。
- オジサンズ11（日本テレビ、2007年10月15日 - 2008年9月8日） - 大学の先輩の露木茂、大学の後輩の羽鳥慎一（当時は日本テレビアナウンサー）と共演
- 超タイムショック 芸能人最強クイズ王決定戦1・2・3（テレビ朝日、2008年3月27日 - ）
- ラジかるッ（日本テレビ、2007年1月10日にゲストコメンテーターとして、1月31日よりレギュラー出演 - 2009年3月24日） - 水曜日コメンテーター
- 感染列島（東宝、2009年1月17日公開） - TVリポーター役
- 山中秀樹 時泥棒（TBSラジオ、2009年4月5日 - 2010年10月3日）
- SUPER SURPRISE（日本テレビ、2009年4月6日 - ）※月曜MC
- 雑学王3時間スペシャル（テレビ朝日、2011年3月24日） - 解答者
- ラジオ寄席（TBSラジオ）
- サンデージャポン（TBSテレビ）（サンジャポ最年長ジャーナリストとして出演）
- テレビ派ランチ（広島テレビ、2013年9月26日 - 2015年3月27日） - 司会（木・金曜日担当）
- 山中秀樹のあそびにマジメ（BSフジ、2011年4月30日 - 2015年4月4月22日） - 司会
- 空飛ぶ!爆チュー問題（フジテレビ721、2006年5月からネズミの「山チュー秀樹」アナに扮して出演）
- 最高のオヤコ（毎日放送制作・TBSテレビ、2016年1月10日） - TV中継のレポーター 役
- 水曜ミステリー9「トカゲの女 警視庁特殊犯罪バイク班3」（テレビ東京、2017年2月8日） - リポーター 役
- 警視庁ゼロ係 THIRD SEASON 第3話（テレビ東京、2018年8月17日） - 山中秀樹（本人役）
- やすらぎの刻〜道 第57・58話（テレビ朝日、2019年） - アナウンサー 役
- 全裸監督2（2021年6月24日 全話配信、Netflix） - アナウンサー 役
- 新聞記者（2022年1月13日配信、Netflix）- アナウンサー 役

ほか多数

### フジテレビ時代
報道・情報番組
| 期間                              | 期間                               | 番組名                                | 役職                           | 担当日                       |
| --------------------------------- | ---------------------------------- | ------------------------------------- | ------------------------------ | ---------------------------- |
| 1983年3月28日                     | 1985年3月29日                      | FNNモーニングワイド ニュース&スポーツ | コーナーキャスター             | 平日                         |
| 1986年10月4日 および 1992年4月4日 | 1987年9月27日 および 1997年3月30日 | FNNスーパータイム                     | キャスター                     | 土・日曜日                   |
| 1987年1月3日                      | 1987年1月4日                       | FNNニュース・明日の天気               | 永島信道の代役                 | 土・日曜日                   |
| 1987年1月3日                      | 1987年1月4日                       | FNNニュースレポート23:30              | 永島信道の代役                 | 土・日曜日                   |
| 1987年10月1日                     | 1988年3月31日                      | FNNモーニングコール                   | 司会                           | 平日                         |
| 1988年4月2日                      | 1991年3月31日                      | FNNニュース・明日の天気               | キャスター                     | 土・日曜日                   |
| 1988年4月2日                      | 1990年3月31日                      | FNN DATE LINE                         | キャスター                     | 土・日曜日                   |
| 1990年4月7日                      | 1991年3月31日                      | FNNニュース(19時台)                   | キャスター                     | 土・日曜日                   |
| 1990年4月7日                      | 1991年3月31日                      | FNN NEWSCOM                           | キャスター                     | 土・日曜日                   |
| 1991年4月5日                      | 1991年9月27日                      | 奥さまお手をどうぞ!                   | ニュースコーナーキャスター     | 金曜日                       |
| 1991年10月4日                     | 1992年4月3日                       | ザ・ビッグチャンス!                   | ニュースコーナーキャスター     | 金曜日                       |
| 1991年4月5日                      | 1992年3月27日                      | FNNスピーク                           | キャスター                     | 金曜日                       |
| 1992年4月2日                      | 1993年3月27日                      | FNNスピーク                           | キャスター                     | 木～土曜日                   |
| 1993年4月3日                      | 1995年4月1日                       | FNNスピーク                           | キャスター                     | 土曜日                       |
| 1991年4月6日                      | 1992年3月29日                      | 産経テレニュースFNN                   | キャスター                     | 休日(昼)                     |
| 1992年4月2日                      | 1993年3月28日                      | 産経テレニュースFNN                   | キャスター                     | 木・金曜日(午後)、日曜日(昼) |
| 1994年10月3日                     | 1995年9月29日                      | FNNニュース2:00                       | シフト勤務キャスター           | （交替制）                   |
| 2002年10月9日                     | 2004年3月31日                      | F-2                                   | 『NEWSレインボー発』キャスター | 水曜日                       |
| 2004年4月1日                      | 2005年9月30日                      | F2-X→F2スマイル                       | 『NEWSレインボー発』キャスター | （交替制）                   |
| 2005年8月10日                     | 2005年8月19日                      | こたえてちょーだい!                   | 川合俊一の代役                 | 平日                         |

この他、1982年頃から1986年頃までは『おはよう!ナイスデイ』（リポーター）『プロ野球ニュース』（試合結果担当）を担当していた。
バラエティ番組・ドラマ（主にゲスト出演）
- 北の国から 第9話（1981年12月4日）
- 週刊フジテレビ批評：1999年11月～2001年3月
- 森田一義アワー 笑っていいとも!（テレフォンアナウンサーとして出演）：1987年10月〜2001年9月
- 笑っていいとも!増刊号
- 笑っていいとも!特大号
- ドリフ大爆笑
- 志村けんのだいじょうぶだぁ
- ジュニア 愛の関係（アナウンサー役）
- けんちゃんのオーマイゴッド（「世界名作劇場」のナレーション）
- あっぱれさんま大先生（1995年9月21日「夢叶うかなSP」アナウンサー講師役として出演）
- 志村けんのバカ殿様（オープニングの時のゴジラのパロディで臨時ニュースのアナウンサー）
- 上岡・ヒロミの花も嵐も
- 西村雅彦のさよなら20世紀 - 爆発現場の実況
- ポンキッキーズ（1999年4月から「爆チュー問題」コーナーにて前出「山チュー秀樹」に扮して出演）
- クイズ!ヘキサゴンII：問題出題
- 男と女のミステリー「お嬢さん現金に気をつけて! -危険な天使たち-」（1989年）
- 世にも奇妙な物語『夢を買う男』（1991年）
- SMAP×SMAP
- V6の素（「ブイロクヒーロー列伝」の司会）
- マッハブイロク
- FNS27時間テレビ（第19回の立会人）
- 芸能界麻雀最強位決定戦THEわれめDEポン
- 人間の証明 第8話（2004年8月26日） - ニュースキャスター
- 湘南 OLD BOY 山中（フジテレビ739、2006年6月から（再放送あり））
- 天才のパチンコ（フジテレビ721） - 司会・実況

### 映画
- TOKYOデシベル（2017年） - 保坂 役

## エピソード
- 広島出身で、元同僚の三宅正治や西山喜久恵同様広島東洋カープファンである。アンチ巨人ということもあり、就職活動でも読売ジャイアンツの兄弟会社であるという理由だけで日本テレビや読売テレビの受験をしないほど徹底していたが、フリー転身後には日本テレビやその系列局の番組にも出演するようになった（実際、入社試験で当時会長の鹿内信隆から「退職後に日テレの仕事が来たらどうするかね?」と聞かれると「死ぬまでフジテレビ以外の番組には出ません」と発言している）。
- 大学時代からラジオとテレビの両方での仕事を希望していたため、首都圏で唯一のラテ兼営局であるTBSが第一志望であった。またTBSの他には文化放送（フジテレビの兄弟会社）とフジテレビしか受験しておらず、3社受験で文化放送とフジテレビの2社から内定をもらったのだが、フジテレビではラジオの仕事ができないことと、当時のフジテレビは鹿内春雄による機構改革前のいわゆる“暗黒時代”であり、視聴率もTBS、日本テレビに遥か及ばぬ万年3位と低迷していたためフジテレビへの入社は最初は消極的であったという。また文化放送は「テレビで仕事ができない」という理由で内定を辞退している。
- 20年くらい前から見た目はほとんど変わっておらず、むしろその頃は今よりも太っていたため当時20代後半であったにもかかわらず、周囲や視聴者からは40代前半か半ばの中年男性と見られていたという。実際、「FNNスーパータイム」を先輩の城ヶ崎祐子と共に担当していた頃、山中は城ヶ崎より3歳年下であるにもかかわらず、「年上の男性に生意気な口をたたく小娘」「アナウンサーのくせに上司に対しての礼儀も知らないのか!」という苦情が城ヶ崎に対して数多く寄せられていたため、互いにこの誤解には苦笑いしていた。
- 1997年1月1日、『めざましテレビ』の元旦スペシャルにおいて報道センターから最初のニュースを担当したが、その際に「はい、あっうあーえー、あけましておめでとうございます」と第一声を失敗してしまった。その直後に、「えー、あんまり寝てないもんですからどうもすみません、第一声からこんな声で」と苦笑いしながらも第一声の失敗に謝罪していた。この件に関して後日、福井謙二アナから「あれは悪い冗談なんだろ？」と嫌味を言われたという。
- 『こちら山中デスクです』（TBSラジオ）で共演しており、かつ同郷（広島県出身）の後輩でもあるTBSアナウンサーの久保田智子とはフジテレビ時代から親交があった。彼女との最初の出会いは2002年、山中の母校・早稲田大学の先輩であり、フジテレビの大先輩である露木茂からの紹介がきっかけであった（当時、久保田はフリーに転身したばかりの露木と共に『おはよう!グッデイ』の司会を務めていた）。また露木は2007年4月9日放送の『こちら山中デスクです』にゲスト出演しており、これによりメディアの前で初めて3人での共演を果たした。
- 日本テレビやTBSの番組の仕事でも、フジテレビ時代の元同僚と仕事をすることが非常に多い。『踊る!さんま御殿!!』で後輩の有賀さつきと共にゲスト出演を果たし、『サンデージャポン』では取材先の宮崎県庁舎内で後輩の河野景子（宮崎県出身）と偶然出くわしてミニインタビューを行った。『ザ!世界仰天ニュース』では元同僚の木佐彩子、富永美樹、深澤里奈と共演した。また先述の露木や、フジテレビ入社後の2年間（1981年～1983年）共に同僚時代をおくった先輩の田丸美寿々を『こちら山中デスクです』にゲスト招聘して、彼らがフジテレビ時代に行った歴史的なニュースの取材についてのエピソードを聞き出したりと、フジテレビの同僚時代にはありえなかったスタイルやトークで先輩や後輩との共演を果たしている。
- 2008年11月23日に放送された『ウチくる!?』（フジテレビ系）で先輩の露木、福井、元同僚の近藤サト、富永と共演し、フジテレビ時代の思い出を語った。退社後のフジテレビ出演は1年半ぶりであった。
- 2005年の放映の『FNS27時間テレビ』では第7代、6人目の立会人を務めた（その年入社した新人アナウンサーは田淵裕章、遠藤玲子、平井理央、宮瀬茉祐子の4人）。翌年の『FNS27時間テレビ』から先輩の堺正幸が務めた。
- フジテレビを定年前に退職し、フリーに転身した男性アナウンサーは1988年春退社の逸見政孝以来18年ぶりの事だった（それ以前は八木亜希子、小島奈津子、木佐彩子、内田恭子など女性アナのフリー転身が多かった）[11]。
- 『FNNスーパータイム』担当時（2期目）にはかつての先輩・上司であった逸見の訃報を伝えている。また、1988年4月には『Date Line』にて当時のフジテレビ会長・鹿内春雄の訃報も伝えた。
- フリー転向後、『サンデージャポン』で宮崎県知事時代の東国原英夫の密着取材をしていたが、これがきっかけで2007年11月25日に、宮崎産業経営大学で行われた就職啓発セミナーに講師として出席した（メインの講師として東国原英夫も出席）。